# (2323) Zverev
(2323) Zverev (1976 SF2) – planetoida z grupy pasa głównego asteroid okrążająca Słońce w ciągu 5,57 lat w średniej odległości 3,14 au. Odkryta 24 września 1976 roku.